# 北米サッカーリーグ (2011-)
北米サッカーリーグ（英語：North American Soccer League、略称：NASL）は、2011年から2017年まで、北アメリカのプロサッカーにおけるMLSに次ぐ事実上の第2部リーグだったリーグである。

## 設立の経緯
- アメリカにおいて、サッカーの2部リーグはこれまでユナイテッドサッカーリーグ（USL）が存在していたが、2009年のシーズン終了後、リーグ戦のスポンサーであったナイキが同リーグ運営法人の株式を売却し、またリーグの運営方針が合わないなどとして、一部のチームがUSLから脱退し、北米サッカーリーグ（NASL、過去の同名全国1部リーグとは別）を設立することを宣言した。
- しかし、アメリカ合衆国サッカー連盟（USSF）がNASLに加盟したチームに対して、同連盟の承認が得られなければ正式なリーグ戦とはみなさないとして意見が対立したが、その後暫定的に2部リーグを統合するように仲介を行い、2010年度は暫定的にUSSF2部プロフェッショナルリーグとして運営を行った。その後2011年に再整理が行われ、NASLが2部、USLプロフェッショナルリーグが3部と位置づけられた。
- なお、現時点でMLSやUSLプロなどとの直接的な成績面での自動入れ替え・あるいは入れ替え戦の実施予定はない。

## 試合方式

### 2011年-2012年
- 8チーム4回総当り（ホーム・アンド・アウェー2回ずつ）の28試合で予選リーグを開催。
- その後上位6チームが決勝トーナメントに進出する。
  - 1回戦は3-6位の4チームが参加し、（A）3位対6位、（B）4位対5位の対戦で、3位・4位チームの本拠地による1試合決着（同点の場合、即時延長戦→PK戦）を行う
  - 2回戦からレギュラーシーズン1位・2位のチームがシード出場し、準決勝では1位チームがAと、2位チームがBとそれぞれホーム・アンド・アウェートーナメント（2試合合計得点で競う。2試合終了時の同点の場合、第2試合終了後延長→PK戦）を行う。その勝者が決勝戦を準決勝と同様の仕組みで対戦する。決勝戦には旧NASLに倣って「サッカーボウル」の名がつけられた。

### 2013年
- 各2回総当りの春・秋2シーズン制（シーズン毎にホーム・アンド・アウェー1回ずつ）。ただしニューヨーク・コスモスは秋期シリーズから参加のため春期は7チームでの12試合、秋期は8チームでの14試合という変則的な構成となる。
- 春秋のシーズン優勝チーム同士で1戦勝負の年間優勝決定戦「サッカーボウル」を行う。

### 2014年
- 2014 FIFAワールドカップブラジル大会の関係で、10チームの年間3回総当たり・27試合とし、春は1回（どちらかのホームで1試合総当たり）、秋は通常のホーム&アウェー2回総当たりとした。プレーオフの「サッカーボウル」は春秋の1位チーム+それ以外の年間順位上位2チームの4チームで争う。

## 参加したクラブ
| NASL参加クラブ数の遍歴 | NASL参加クラブ数の遍歴 |
| ---------------------- | ---------------------- |
| シーズン               | クラブ数               |
| 2011                   | 8                      |
| 2012                   | 8                      |
| 2013春                 | 7                      |
| 2013秋                 | 8                      |
| 2014春                 | 10                     |
| 2014秋                 | 10                     |
| 2015春                 | 11                     |
| 2015秋                 | 11                     |
| 2016春                 | 11                     |
| 2016秋                 | 12                     |
| 2017春                 | 8                      |
| 2017秋                 | 8                      |

| クラブ名                               | ホームタウン                              | 参加年度 | 最終年度 |
| -------------------------------------- | ----------------------------------------- | -------- | -------- |
| アトランタ・シルバーバックス           | ジョージア州アトランタ                    | 2011年   | 2015年   |
| カリフォルニア・ユナイテッドFC         | カリフォルニア州フラートン                | 不参加   | 不参加   |
| FCエドモントン                         | アルバータ州エドモントン                  | 2011年   | 2017年   |
| フォートローダーデール・ストライカーズ | フロリダ州フォートローダーデール          | 2011年   | 2016年   |
| インディ・イレブン                     | インディアナ州インディアナポリス          | 2014年   | 2017年   |
| ジャクソンビル・アルマダFC             | フロリダ州ジャクソンビル                  | 2015年   | 2017年   |
| マイアミFC                             | フロリダ州マイアミ                        | 2016年   | 2017年   |
| ミネソタ・ユナイテッドFC               | ミネソタ州ブレイン                        | 2011年   | 2016年   |
| モントリオール・インパクト             | ケベック州モントリオール                  | 2011年   | 2011年   |
| ニューヨーク・コスモス                 | ニューヨーク州ヘムステッド / ブルックリン | 2013年秋 | 2017年   |
| ノースカロライナFC                     | ノースカロライナ州ケーリー                | 2011年   | 2017年   |
| オクラホマ・シティFC                   | オクラホマ州ユーコン                      | 不参加   | 不参加   |
| オタワ・フューリーFC                   | オンタリオ州オタワ                        | 2014年   | 2016年   |
| プエルトリコFC                         | プエルトリコ島バヤモン                    | 2016年秋 | 2017年   |
| プエルトリコ・アイランダーズ           | プエルトリコ島バヤモン                    | 2011年   | 2012年   |
| ラージョOKC                            | オクラホマ州ユーコン                      | 2016年   |          |
| サンアントニオ・スコーピオンズ         | テキサス州サンアントニオ                  | 2012年   | 2015年   |
| サンディエゴ1904 FC                    | カリフォルニア州サンディエゴ              | 不参加   | 不参加   |
| サンフランシスコ・デルタス             | カリフォルニア州サンフランシスコ          | 2017年   |          |
| タンパベイ・ローディーズ               | フロリダ州セントピーターズバーグ          | 2011年   | 2016年   |
| バージニア・キャバルリーFC             | バージニア州アッシュバーン                | 不参加   | 不参加   |

## 歴代優勝クラブ
| シーズン | 優勝                           | 結果                 | 準優勝                                 |
| -------- | ------------------------------ | -------------------- | -------------------------------------- |
| 2011     | NSCミネソタ・スターズ          | 3-1                  | フォートローダーデール・ストライカーズ |
| 2012     | タンパベイ・ローディーズ       | 3-3 (aet), 3-2 (pen) | ミネソタ・スターズ                     |
| 2013     | ニューヨーク・コスモス         | 1-0                  | アトランタ・シルバーバックス           |
| 2014     | サンアントニオ・スコーピオンズ | 2-1                  | フォートローダーデール・ストライカーズ |
| 2015     | ニューヨーク・コスモス         | 3-2                  | オタワ・フューリーFC                   |
| 2016     | ニューヨーク・コスモス         | 0-0 (aet), 4-2 (pen) | インディ・イレブン                     |
| 2017     | サンフランシスコ・デルタス     | 2-0                  | ニューヨーク・コスモス                 |

## 観客動員数
| シーズン | ATL   | CAR   | EDM   | FTL   | IND    | JAX   | MIA   | MIN   | MTL    | NY    | OTT   | PRFC  | PRI   | SA    | TB    | NASL 平均 |
| -------- | ----- | ----- | ----- | ----- | ------ | ----- | ----- | ----- | ------ | ----- | ----- | ----- | ----- | ----- | ----- | --------- |
| 2011     | 2,866 | 3,353 | 1,817 | 3,769 | –      | –     | –     | 1,676 | 11,507 | –     | –     | –     | 2,161 | –     | 3,010 | 3,770     |
| 2012     | 4,505 | 3,883 | 1,525 | 3,615 | –      | –     | –     | 2,796 | –      | –     | –     | –     | 1,864 | 9,176 | 3,116 | 3,806     |
| 2013春   | 5,042 | 4,707 | 2,059 | 4,314 | –      | –     | –     | 5,338 | –      | –     | –     | –     | –     | 7,140 | 4,037 | 4,662     |
| 2013秋   | 4,364 | 4,709 | 2,761 | 4,223 | –      | –     | –     | 3,680 | –      | 6,849 | –     | –     | –     | 6,763 | 4,050 | 4,675     |
| 2014春   | 4,730 | 5,364 | 3,569 | 3,825 | 10,465 | –     | –     | 5,157 | –      | 4,323 | 2,684 | –     | –     | 6,476 | 4,998 | 5,267     |
| 2014秋   | 3,751 | 4,180 | 3,297 | 4,177 | 10,465 | –     | –     | 9,234 | –      | 4,915 | 4,961 | –     | –     | 6,909 | 4,300 | 5,619     |
| 2015春   | 4,760 | 5,160 | 2,764 | 6,351 | 10,400 | 9,758 | –     | 9,192 | –      | 6,719 | 4,377 | –     | –     | 6,477 | 5,700 | 6,514     |
| 2015秋   | –     | –     | –     | –     | –      | –     | –     | –     | –      | –     | –     | –     | –     | 6,866 | –     | –         |
| 2015     | 4,024 | 4,539 | 2,889 | 4,518 | 9,809  | 7,927 | –     | 8,748 | –      | 4,984 | 5,406 | –     | –     | 6,736 | 5,648 | 5,912     |
| 2016     | –     | 4,856 | 2,020 | 1,361 | 8,362  | 3,558 | 5,205 | 8,570 | –      | 3,451 | 5,521 | 3,567 | –     | –     | 5,820 | 4,684     |